# Фронт патриотического сопротивления Итури

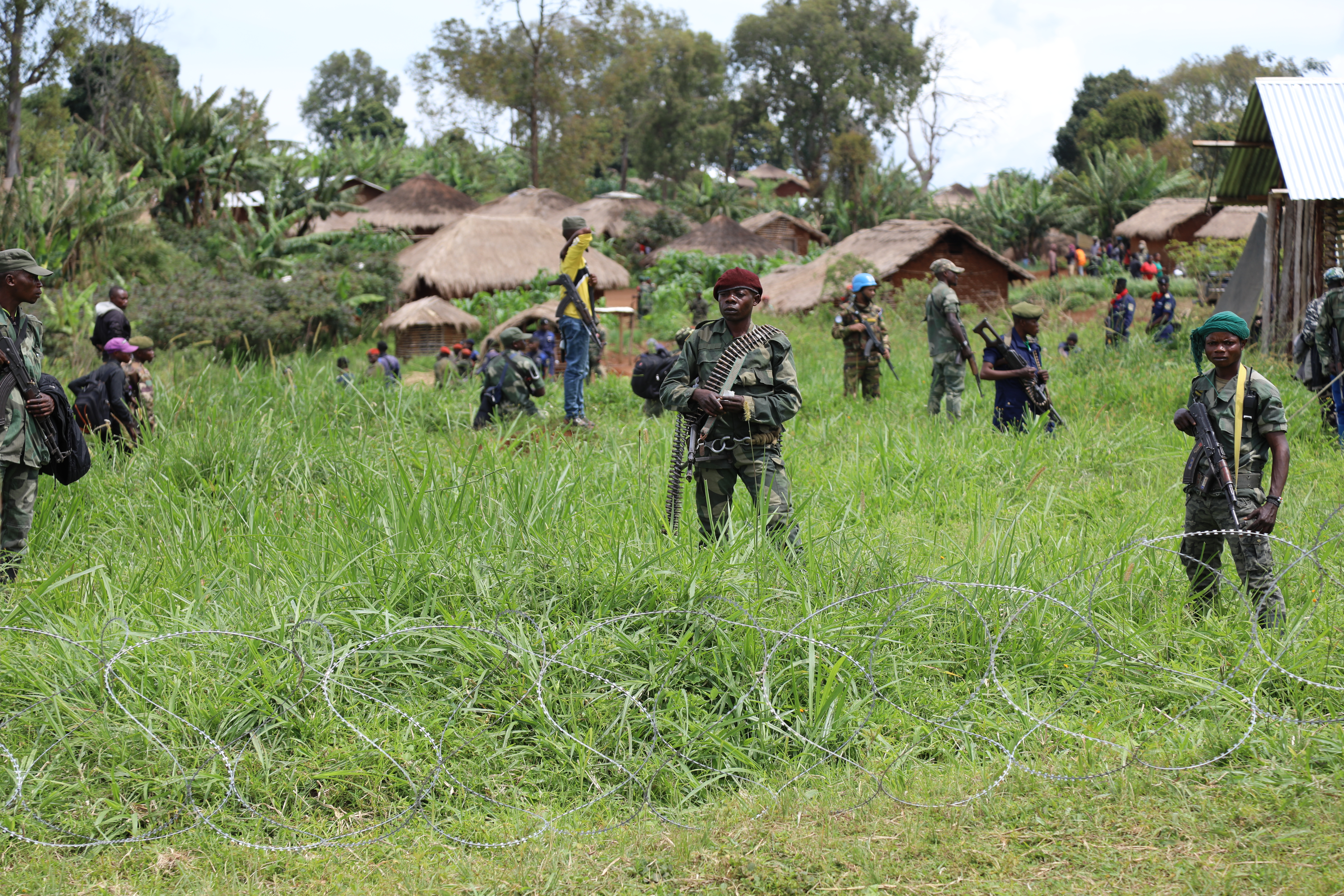
Боевики FRPI в 2019 году

Фронт патриотического сопротивления Итури (фр. Forces de Résistance Patriotique d’Ituri; FRPI) — базировавшееся в городе Буниа вооружённое ополчение и политическая партия в провинции Итури на северо-востоке Демократической Республики Конго. FRPI был создан в ноябре 2002 года этническими нгити в качестве союзника Фронта националистов и интеграционистов (FNI) этнических ленду.
Таким образом нгити, организованные традиционными лидерами, сформировали противовес Союзу конголезских патриотов (UPC) в Итурийском конфликте. Им оказывало поддержку Движение за свободу, поддерживаемое Угандой, — фракция Движения за конголезскую демократию. В мае 2003 года сообщалось о 9000 бойцов и некоторые считали, что это будет вооружённое крыло FNI.
FRPI присоединился к угандийским силам во время успешного наступления против UPC в марте 2003 года: они заняли город вместе с FNI в мае 2003 года. Первоначально во главе стоял Жермен Катанга, в 2005 году руководство перешло к Бодуэну Адиродо.
В 2006 году 15 000 солдат FRPI были распущены в рамках мирного процесса. Катанга был арестован по обвинению в военных преступлениях и преступлениях против человечности и был доставлен в Международный уголовный суд в Гааге в октябре 2007 года, где он был признан виновным в марте 2014 года.